# Heinrich Jaenecke
Heinrich Jaenecke (* 25. Februar 1928 in Berlin; † 4. Oktober 2014 in Ahrensburg) war ein deutscher Journalist, Publizist und Historiker.

## Leben
Heinrich Jaenecke war der Sohn von Wilhelm Jaenecke, einem Landrat in Zeitz und Uslar, und dessen Frau Amalie, der Tochter des ersten Reichspräsidenten Friedrich Ebert. Seinen Großvater, der 1925 verstarb, lernte Jaenecke folglich nie kennen. Er besuchte die Schulen seiner Heimatstadt Berlin und wurde 1944 zum Dienst als Flakhelfer herangezogen. Am 15. April 1945, wenige Tage vor dem Ende des Zweiten Weltkrieges, erfolgte noch die Einberufung zur Wehrmacht.
1947 wanderte Jaenecke nach Argentinien aus. Dort begann er ein Studium der Architektur, war als Hilfsarbeiter auf dem Bau tätig und unternahm erste Schritte in seiner journalistischen Laufbahn, indem er für das „Argentinische Tageblatt“ schrieb, eine deutschsprachige und antifaschistisch ausgerichtete Tageszeitung.
Jaenecke kehrte 1954 nach Deutschland zurück und entschied sich dort endgültig für den Journalistenberuf. Nach freier Mitarbeit für die Süddeutsche Zeitung wurde er Redakteur bei der Passauer Neuen Presse und beim Weser-Kurier in Bremen sowie bei den in München erscheinenden Zeitschriften „Revue“ und Quick. 1966 wechselte er schließlich zum Stern, für den er bis 1995 als Redakteur, Reporter und Kolumnist tätig war.
Ab  1995 schrieb Jaenecke als freier Autor für verschiedene Publikationen, unter anderem für das Geschichtsmagazin GEO Epoche. Außerdem hat er zahlreiche Bücher verfasst, darunter „Die deutsche Teilung“, „Die weißen Herren“ zur Geschichte Südafrikas, „Es lebe der Tod“ über den Spanischen Bürgerkrieg und „Träumer, Helden, Opfer“, das sich mit der Geschichte Polens befasst.

## Werke (Auswahl)
- Die deutsche Teilung: Von der Potsdamer Konferenz bis zum Grundvertrag. Ullstein, Frankfurt am Main 1979, ISBN 3-548-33051-7.
- Die weißen Herren: 300 Jahre Krieg und Gewalt in Südafrika. Goldmann, München 1979, ISBN 3-442-11230-3.
- Polen : Träumer, Helden, Opfer, Hamburg: Gruner und Jahr 1981, ISBN 978-3-570-00825-6 (Reihe: Stern-Buch)
- Es lebe der Tod: Die Tragödie des Spanischen Bürgerkrieges. Goldmann, München 1983, ISBN 3-442-11525-6.
- Der blinde Adler: Reflexionen über Deutschland. Ellert und Richter, Hamburg 2005, ISBN 3-8319-0228-3.